# Белушень (комуна)
Белушень, Белушені (рум. Bălușeni) — комуна у повіті Ботошані в Румунії. До складу комуни входять такі села (дані про населення за 2002 рік):
- Белушень (1400 осіб) — адміністративний центр комуни
- Белушеній-Ной (348 осіб)
- Бузень (498 осіб)
- Драксінь (1915 осіб)
- Зеїчешть (641 особа)
- Кошулень (244 особи)

Комуна розташована на відстані 363 км на північ від Бухареста, 12 км на південний схід від Ботошань, 82 км на північний захід від Ясс.

## Населення
За даними перепису населення 2002 року у комуні проживали 5046 осіб. Усі жителі комуни рідною мовою назвали румунську.
Національний склад населення комуни:
| Національність | Кількість осіб | Відсоток |
| -------------- | -------------- | -------- |
| румуни         | 5003           | 99,1%    |
| цигани         | 43             | 0,9%     |

Склад населення комуни за віросповіданням:
| Релігія       | Кількість осіб | Відсоток |
| ------------- | -------------- | -------- |
| православні   | 5011           | 99,3%    |
| п'ятдесятники | 22             | 0,4%     |
| римо-католики | 9              | 0,2%     |
| бретрени      | 2              | < 0,1%   |
| реформати     | 1              | < 0,1%   |
| адвентисти    | 1              | < 0,1%   |